# Dylan Dog: Horror Luna Park
Dylan Dog: Horror Luna Park è un videogioco per Microsoft Windows pubblicato nel 1999 dalla Rizzoli e sviluppato dalla Bedroom Studio Entertainment / NewMediaAround entrambe di Genova, ispirato al fumetto Dylan Dog. Il videogioco è una avventura grafica con prospettiva in terza persona con alcuni elementi tipici dei videogiochi rompicapo. Il soggetto del videogioco è di Tiziano Sclavi.
Dylan Dog si risveglia all'interno di quello che apparentemente un luna park abbandonato ma che in realtà è un incubo, frutto della mente dell'investigatore dell'occulto. Il giocatore controlla Dylan Dog e deve trovare il sistema di uscire dall'incubo. Nel corso del videogioco Dylan Dog potrà interagire con alcuni personaggi del fumetto, come Groucho, Bloch, Hamlin, Lord Wells, Lady Trelkovsky, Morgana e Marina. Dylan Dog potrà dialogare con loro, ma i dialoghi a differenza di videogiochi simili, non sono interattivi.